# Order Pro Merito Melitensi
Order Pro Merito Melitensi, Order Pro Merito Melitense (pol. Order Zasługi Zakonu Maltańskiego) – odznaczenie państwowe przyznawane przez Suwerenny Rycerski Zakon Szpitalników Św. Jana, z Jerozolimy, z Rodos i z Malty, ustanowione w 1920.

## Nadawanie
Order przyznawany jest mężczyznom i kobietom, których działania zwiększają honor i prestiż zakonu, aktywnie promują wartości chrześcijańskie, lub pracują charytatywnie w chrześcijańskiej tradycji zdefiniowanej przez Kościół katolicki. Dekorowanie odznaczanych odbywa się bez religijnych ceremonii (stosowanych w przypadku odznaczania dam i kawalerów maltańskich, a charakterystycznych dla zakonów rycerskich), dlatego order ten może być nadawany niekatolikom, np. takim jak amerykańscy mężowie stanu: Ronald Reagan i George H.W. Bush. Order dzieli się na rangi (nieużywane wśród członków zakonu), a jego nadanie nie jest równoznaczne z nadaniem tytułu szlacheckiego i dlatego jest porównywalny z wieloma orderami zasługi na całym świecie, jak ordery papieskie, francuska Legia Honorowa, czy Order Imperium Brytyjskiego. W przeciwieństwie do dam i kawalerów maltańskich (członków zakonu), od dekorowanych nie wymaga się żadnych przysiąg, ślubowań ani zobowiązań religijnych. Poza samym orderem przyznawany jest dodatkowo trójstopniowy Medal Pro Merito Melitensi (złoty, srebrny lub brązowy). Odznaczenia nadawane są każdego roku podczas świąt: Ofiarowania Pańskiego (2 lutego), w Wigilię św. Jana – patrona orderu (24 czerwca) oraz święto Błogosławionego Gerarda – twórcy zakonu (13 października). Nazwiska odznaczonych publikowane są w „Oficjalnym Biuletynie Zakonu Maltańskiego”. Dzisiejszy podział orderu powstał w latach 1960-1975. Przed II wojną światową nadawano jedynie medal zasługi (złoty, srebrny i brązowy), oraz czteroklasowy krzyż zasługi (tylko w ramach przeoratu czesko-austriackiego). Decyzję o przyznaniu odznaczenia, jego klasie, randze i rodzaju, podejmuje Wielki Mistrz Zakonu Kawalerów Maltańskich (zgodnie ze specjalnymi statutami wydanymi przez niego w tym celu – motu proprio), po zasięgnięciu opinii Suwerennej Rady zakonu, która również ma prawo do samodzielnych nadań, wydawanych w formie dekretu.

## Podział orderu
Rangi odznaczenia

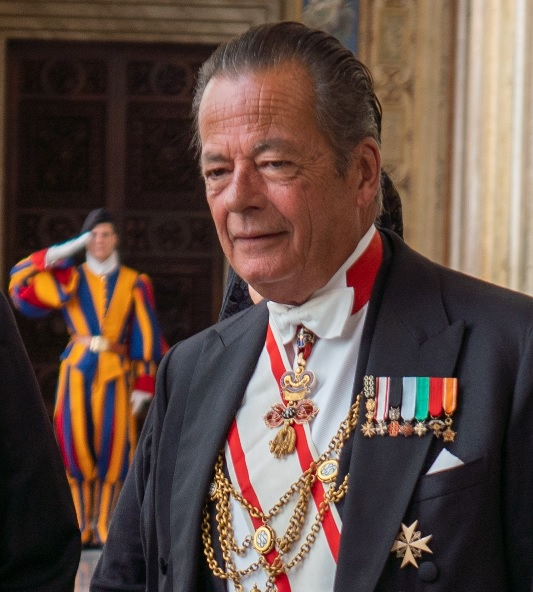
Mariano Hugo zu Windisch-Graetz

- Łańcuch – podzielony na dwie klasy: cywilną i wojskową (z mieczami), zazwyczaj nadawany głowom państw
- Krzyż – podzielony na cztery klasy: cywilną męską, cywilną damską, wojskową (dla osób świeckich) i eklezjalną (dla duchownych)
- Medal – podzielony na trzy stopnie: złoty, srebrny i brązowy

### Klasy Krzyża
Klasa cywilna (mężczyźni)
- Krzyż Wielki Orderu pro Merito Melitensi – Klasa Specjalna
- Krzyż Wielki Orderu pro Merito Melitensi
- Wielki Oficer Orderu pro Merito Melitensi
- Komandor Orderu pro Merito Melitensi
- Oficer Orderu pro Merito Melitensi
- Krzyż Orderu pro Merito Melitensi

Klasa cywilna (kobiety)
- Krzyż Wielki Orderu pro Merito Melitensi – Klasa Specjalna
- Krzyż Wielki Orderu pro Merito Melitensi
- Krzyż z Gwiazdą Orderu pro Merito Melitensi
- Krzyż z Koroną Orderu pro Merito Melitensi
- Krzyż z Tarczą Orderu pro Merito Melitensi
- Krzyż Orderu pro Merito Melitensi

Klasa wojskowa
- Krzyż Wielki z Mieczami Orderu pro Merito Melitensi – Klasa Specjalna
- Krzyż Wielki z Mieczami Orderu pro Merito Melitensi
- Wielki Oficer z Mieczami Orderu pro Merito Melitensi
- Komandor z Mieczami Orderu pro Merito Melitensi
- Oficer z Mieczami Orderu pro Merito Melitensi
- Krzyż z Mieczami Orderu pro Merito Melitensi

Klasa eklezjalna „pro piis meritis”
- Krzyż Wielki Orderu „pro piis meritis” Melitensi
- Krzyż Orderu „pro piis meritis” Melitensi

### Medal
Wersja cywilna
- Złoty Medal pro Merito Melitensi
- Srebrny Medal pro Merito Melitensi
- Brązowy Medal pro Merito Melitensi

Wersja wojskowa
- Złoty Medal z Mieczami pro Merito Melitensi
- Srebrny Medal z Mieczami pro Merito Melitensi
- Brązowy Medal z Mieczami pro Merito Melitensi

Wersja za Kampanie (ustanowiona w 2020)
- z klamrą COVID-19 (od 2020)[7][8]
- z klamrą UCRAINA (od 2022)[9]

## Wygląd
Godło odznaczenia składa się z białego krzyża greckiego z lekko wygiętymi, rozdwojonymi ramionami na końcach. Ramiona krzyża mają złocone krawędzie. W środku znajduje się okrąg z umieszczonym centralnie białym krzyżem maltańskim na czerwonym tle i otaczającym tło napisem * MIL.ORDO EQUITUM MELIT.BENE MERENTI * na awersie. Na rewersie wewnątrz okręgu znajduje się napis łaciński z rokiem nadania odznaczenia, np. A.D. MCMXX. Wszystkie krawędzie wewnątrz i na zewnątrz orderu oraz napisy są złocone. W klasie wojskowej pomiędzy ramionami krzyża znajdują się skrzyżowane miecze ze złoconymi rękojeściami u dołu, a ostrzami skierowanymi ukośnie do góry. Srebrna gwiazda orderowa zawiera godło orderu nałożone na gwiazdę cztero- lub sześciopromienną, z koroną umieszczoną na szczycie. Godło mocowane jest do wstęgi lub wstążki: białej z czerwonymi paskami (w obu klasach cywilnych), czerwonej z białymi paskami (w klasie wojskowej) lub czarnej z czerwonymi paskami (w klasie eklezjalnej). Wstążka wiązana jest na modę francuską.

### Baretki
W klasie cywilnej baretka odznaczenia ma kolor biały z czerwonymi paskami, w klasie wojskowej jest czerwona z paskami białymi, a w klasie eklezjalnej – czarna z czerwonymi paskami. Baretki najniższych stopni wszystkich klas Krzyża pro Merito Melitensi nie posiadają dodatkowych symboli. Pozostałe posiadają symbole: medale (brązowe, srebrne lub złote), tarcze, korony, krzyże lub gwiazdy. Baretki Medali za Kampanię posiadają te same okucia, co klamry mocowane na wstążce pełnych oznak.
| Baretki Łańcucha pro Merito Melitensi |                    |
| Łańcuch                               | Łańcuch z Mieczami |

| Baretki klasy cywilnej (mężczyźni) – Krzyż pro Merito Melitensi |              |               |          |        |       |
| Krzyż Wielki – Klasa Specjalna                                  | Krzyż Wielki | Wielki Oficer | Komandor | Oficer | Krzyż |

| Baretki klasy cywilnej (kobiety) – Krzyż pro Merito Melitensi |              |                 |                |                |       |
| Krzyż Wielki – Klasa Specjalna                                | Krzyż Wielki | Krzyż z Gwiazdą | Krzyż z Koroną | Krzyż z Tarczą | Krzyż |

| Baretki klasy wojskowej – Krzyż pro Merito Melitensi |                         |                          |                     |                   |                  |
| Krzyż Wielki z Mieczami – Klasa Specjalna            | Krzyż Wielki z Mieczami | Wielki Oficer z Mieczami | Komandor z Mieczami | Oficer z Mieczami | Krzyż z Mieczami |

| Baretki klasy eklezjalnej – Krzyż „pro piis meritis” Melitensi |                          |
| Krzyż Wielki „pro piis meritis”                                | Krzyż „pro piis meritis” |

| Baretki Medalu pro Merito Melitensi |               |               |                        |                          |                          |
| Złoty Medal                         | Srebrny Medal | Brązowy Medal | Złoty Medal z Mieczami | Srebrny Medal z Mieczami | Brązowy Medal z Mieczami |

| Baretki Medalu za Kampanię |                  |
| z klamrą COVID-19          | z klamrą UCRAINA |